# Памятник Лермонтову (Москва)
Памятник Лермонтову — скульптурное изображение поэта Михаила Юрьевича Лермонтова, установленное в Москве на Лермонтовской площади в 1965 году. Авторы монумента — скульптор И. Д. Бродский, архитекторы Н. Н. Миловидов, Г. Е. Саевич, А. В. Моргулис.

## История
Площадь получила название Лермонтовской в 1941 году, в память о том, что здесь, в доме Арсеньевых напротив Красных ворот, в ночь со 2 на 3 октября 1814 года родился М. Ю. Лермонтов. Сквер на площади также стал называться Лермонтовским; тогда же появилась идея установить здесь памятник поэту, но помешала война. В 1950-х годах к идее установки памятника вновь вернулись, начались поиски наилучшего образного решения.
Торжественное открытие памятника состоялось 4 июня 1965 года. На церемонии присутствовали руководители партии и правительства Л. И. Брежнев, Г. И. Воронов, А. П. Кириленко, А. Н. Косыгин, министр культуры СССР Е. А. Фурцева, председатель исполкома Моссовета В. Ф. Промыслов. Открывал митинг первый секретарь Московского горкома КПСС Н. Г. Егорычев. После того как первый секретарь ЦК КПСС Л. И. Брежнев разрелал красную ленту с памятника под звуки Государственного гимна СССР спало покрывало. Далее с речами выступили литературовед И. Л. Андроников, рабочий завода «Красный богатырь» А. Г. Глазов, актёр М. И. Царёв, поэт Роберт Рождественский и студентка МГУ Любовь Шейко. В конце митинга официальные лица возложили к подножию монумента корзину живых цветов.
В 1966 году коллектив авторов памятника выдвигался на соискание Ленинской премии в области изобразительных искусств.

## Описание
Памятник Лермонтову считается одним из самых романтических московских монументов. Скульптор постарался выразить в своём произведении суть личности и характер творчества поэта. Монумент размещается в центре большой прямоугольной гранитной плиты. Бронзовая фигура стоит на цилиндрическом гранитном постаменте. Поэт изображён в офицерской форме. Воротник и полы шинели Лермонтова развеваются ветром. Лицо поэта задумчивое, его печальный взгляд устремлён в себя. Скульптура сделана с использованием характерных для 1960-х годов художественно-пластических приёмов «сурового стиля». На пьедестале выбиты строки Лермонтова:
Москва, Москва!.. Люблю тебя, как сын,
Как русский, — сильно, пламенно и нежно
Рядом со статуей расположена бронзовая решётка, заполненная рельефами на тему произведений Лермонтова — «Мцыри», «Демон», «Парус».

## В кинематографе
Памятник Лермонтову фигурирует в фильме «Джентльмены удачи». Уголовник Косой называет его «мужиком в пиджаке».